# Hiệp Hòa (Đồng Nai)
Hiệp Hòa is xã op het riviereiland Phố. Hiệp Hòa behoort tot Biên Hòa, wat de hoofdstad is van de Vietnamese provincie Đồng Nai. Hiệp Hòa wordt met twee bruggen verbonden met de overkant van de Đồng Nai, te weten de Ghềnhbrug en de Rạch Cátbrug. De Rạch Cátbrug verbindt Hiệp Hòa met de stad Biên Hòa en de Ghềnhbrug verbindt Hiệp Hòa met Dĩ An in de provincie Bình Dương. Het bijzondere aan beide bruggen is dat ze beide gebruikt worden door het lokale wegverkeer, maar ook door de trein. De spoorlijn die door Hiệp Hòa gaat, is de spoorlijn Hanoi - Ho Chi Minhstad.